# Pavel Mašek
Pavel Lambert Mašek (* 14. September 1761 in Zwikowetz; † 22. November 1826 in Wien) war ein tschechischer Komponist.

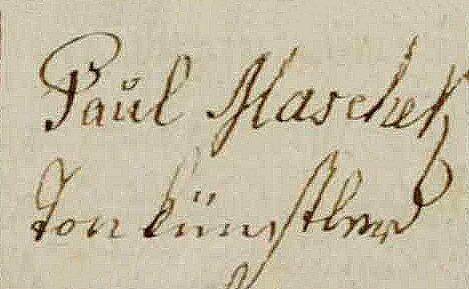
Unterschrift Paul Mascheks aus dem Jahr 1805

Der Bruder von Vincenc Mašek wirkte seit 1794 als Pianist, später auch als Lehrer in Wien. Daneben hatte er auch einen bedeutenden Ruf als Harmonikaspieler. 
Er komponierte überwiegend kammermusikalische und Klavierwerke sowie die Opern Waldegraf der Wanderer und Der Riesenkampf.